# Свети Георги (Левуново)
Вижте пояснителната страница за други значения на Свети Георги.
„Свети Георги“ е възрожденска църква в светиврачкото село Левуново, България, част от Неврокопската епархия на Българската православна църква.

## История
Църквата е построена през 1874 година. Първият свещеник в черквата е Васил Стоянов (1850 – 1922 г.), от Левуново, погребан зад църквата. До неговия гроб е гробът на втория свещеник – Стоян Николов Ташев (1883 – 1973 г.), ръкоположен в Скопие в 1911 година от Неофит Скопски. Църквата е опожарена от отстъпващите турски войски по време на Балканската война в 1912 година. В 1913 година по време на Междусъюзническата война гръцката армия доунищожава останалото. От църквата остават само четирите стени. След намесата на България в Първата световна война в Левуново се установява щабът на Втора армия и отец Стоян моли командващия генерал Георги Тодоров военните да възстановят църквата. Работата започва в 1916 година и е завършена в 1917 година като църквата става храм-паметник на Втора армия – едниствен в България. Осветена е от митрополит Герасим Струмишки. В храма има паметни плочи на загинали войници от Втора армия, включително мраморна плоча на подпоручик Димчо Дебелянов – неговият пръв паметник. Над главния вход има надпис с датата на възстановяване на църквата. Датата на изгаряне и възстановяване е отбелязана и на камбанарията. Вляво от централния вход на женската църква е изобразен отец Стоян.
- Иконостасът
- Стари икони в храма, спасени след кражба